# Lag Johansson
Lag Johansson är ett svenskt curling-lag från Gävle. Laget består av Camilla Johansson (skip), Elisabeth Persson, Katarina Nyberg och Mia Hasselborg från CK Granit. De representerar Sverige i Europamästerskapet, december 2006.
Elisabeth Persson och Katarina Nyberg har tidigare spelat i Lag Gustafson som vunnit flera världsmästerskap och Europamästerskap.

## Meriter
- Sverigemästerskap 
  - Guld 2006
- Övriga internationella meriter
  - Vinnare av en internationell tävling i Japan 2006